# Arditi del Popolo
Els Arditi del Popolo (en català Esquadrons del Poble) van ser una organització antifeixista italiana nascuda el 1921 i el seu principal objectiu era la creació de grups armats capaços d'oposar-se als Fasci italiani di combattimento. Estava conformat per anarquistes, comunistes i per formacions de defensa del proletariat.